# كين ليستير
كين ليستير (بالإنجليزية: Ken Lester)‏ هو مجدف بريطاني، ولد في 9 أبريل 1947 في Didcot ‏ في المملكة المتحدة.

## وصلات خارجية
- كين ليستير على موقع الاتحاد الدولي للتجديف (الإنجليزية)
- كين ليستير على موقع أوليمبيديا (الإنجليزية)